# La Aurora Zoo
Koordinaten: 14° 14′ 47,2″ N, 90° 19′ 23,9″ W
Der La Aurora Zoo ist ein zoologischer Garten, der sich in Guatemala-Stadt, der Hauptstadt des mittelamerikanischen Staates Guatemala befindet. Der offizielle Name lautet Parque Zoológico Nacional La Aurora. Im Süden schließt sich der Flughafen Guatemala-Stadt an. Der Zoo ist Mitglied bei der Asociación Latinoamericana de Parques Zoológicos y Acuarios (ALPZA) und der Asociación de Zoológicos, Criaderos y Acuarios de México, A.C. (AZCARM).

## Geschichte
Der La Aurora Zoo wurde im Jahr 1924 eröffnet. Seine Hauptaufgaben sind die Förderung der faunistischen Bildung, die Erholung der Guatemalteken sowie die Sicherstellung des Erhalts der biologischen Vielfalt. 2014 wurde mit dem Bau eines speziellen Zentrums zur Zucht von vom Aussterben bedrohter Reptilienarten auf dem Zoogelände begonnen, das 2016 als Reino Kan (Königreich des Kan) eröffnet wurde.

## Tierbestand und Anlagenkonzept
Auf dem ca. 14 Hektar großen Gelände werden rund 2500 Tiere in knapp 290 Arten gezeigt. Schwerpunkte sind die mittelamerikanische Fauna sowie die Haltung von Großkatzen. Der Zoo ist in mehrere Bereiche unterteilt. Diese sind überwiegend geografisch gegliedert und mit Tieren besetzt, die auf den jeweiligen Kontinenten vorkommen. Der umfangreichste Bereich wird als  Terra America  bezeichnet. Weitere Bereiche sind  Asia, Africa und  Oceania. Das Herpetarium Reino Kan zeigt im Besonderen heimische Reptilien, Amphibien, Spinnen und Insekten. Auf dem Gelände befinden sich außerdem ein Bildungs- und Informationszentrum, ein Verwaltungsgebäude, ein Kinderzoo, ein Kinderspielplatz sowie ein Restaurant.

## Auszeichnungen
Für die artgerechte Gestaltung von Anlagen erhielt der Zoo von der AZCARM folgende Auszeichnungen:
- 2013 wurde die grundlegende Umgestaltung der Humboldt-Pinguinanlage prämiert. Dabei wurde die Originalität des Geheges, die Ähnlichkeit mit dem natürlichen Lebensraum der Art sowie die pädagogische Gewichtung und Marketingstrategien bewertet.
- 2014 gewann der La Aurora Zoo zum zweiten Mal in Folge den Preis für die beste Anlagenumgestaltung. Das neue Ottergehege wurde wegen seines innovativen Designs, seiner Ähnlichkeit mit den Flüssen, in denen der Otter lebt sowie der pädagogischen Gewichtung als ein exzellentes Gehege auserkoren.[3]

## Arterhaltungs- und Schutzprogramme
Der La Aurora Zoo beteiligt sich an vielen nationalen und internationalen Projekten zum Schutz und zur Rettung bedrohter Tierarten. Dazu zählen folgende Projekte:
- Ein Arterhaltungsprogramm zur Rettung der in Guatemala endemischen, zu den Krustenechsens zählenden Heloderma alvarezi, von der in freier Wildbahn nur etwa 500 Individuen vorkommen, wird maßgeblich unterstützt. Die Art ist durch Lebensraumverlust aufgrund sich ausbreitender Landwirtschaft, illegaler Vernichtung von Pflanzen und Brände stark gefährdet. Zuweilen werden Exemplare getötet, da sie von der einheimischen Bevölkerung irrtümlich für gefährlich gehalten werden. Auch werden Echsen durch illegalen Tierhandel widerrechtlich aus der Natur entnommen.[3]
- Ausschließlich in Guatemala leben acht der zu den Krokodilschleichen (Gerrhonotinae) zählende Baumschleichenarten (Abronia), die teilweise vom Aussterben bedroht sind. Gemeinsam mit weiteren Tierschutzorganisationen züchtet der La Aurora Zoo diese Arten, um sie anschließend in ihre ursprünglichen Lebensräume auszuwildern und so zum Erhalt der Vielfalt der Echsenarten in Guatemala beizutragen.[3]
- Weitere Arterhaltungs- und Schutzprogramme betreffen die Zucht von Humboldt-Pinguinen (Spheniscus humboldti), Flamingos (Phoenicopteridae), Tapiren (Tapirus) und Meeresschildkröten (Cheloniidae).[3]
- Um den Besuchern ein besseres Verständnis für den Artenschutz zu vermitteln, werden im Bildungs- und Informationszentrum regelmäßig Veranstaltungen zu biologischen Themen veranstaltet. Es werden auch virtuelle Touren angeboten, wobei sowohl eine Tierart als auch spezielle Themen zur Lebensweise einer Art ausgewählt werden können.[3]

## Galerie
Die nachfolgende Bildauswahl zeigt einige Tiere aus dem Bestand des La Aurora Zoos:

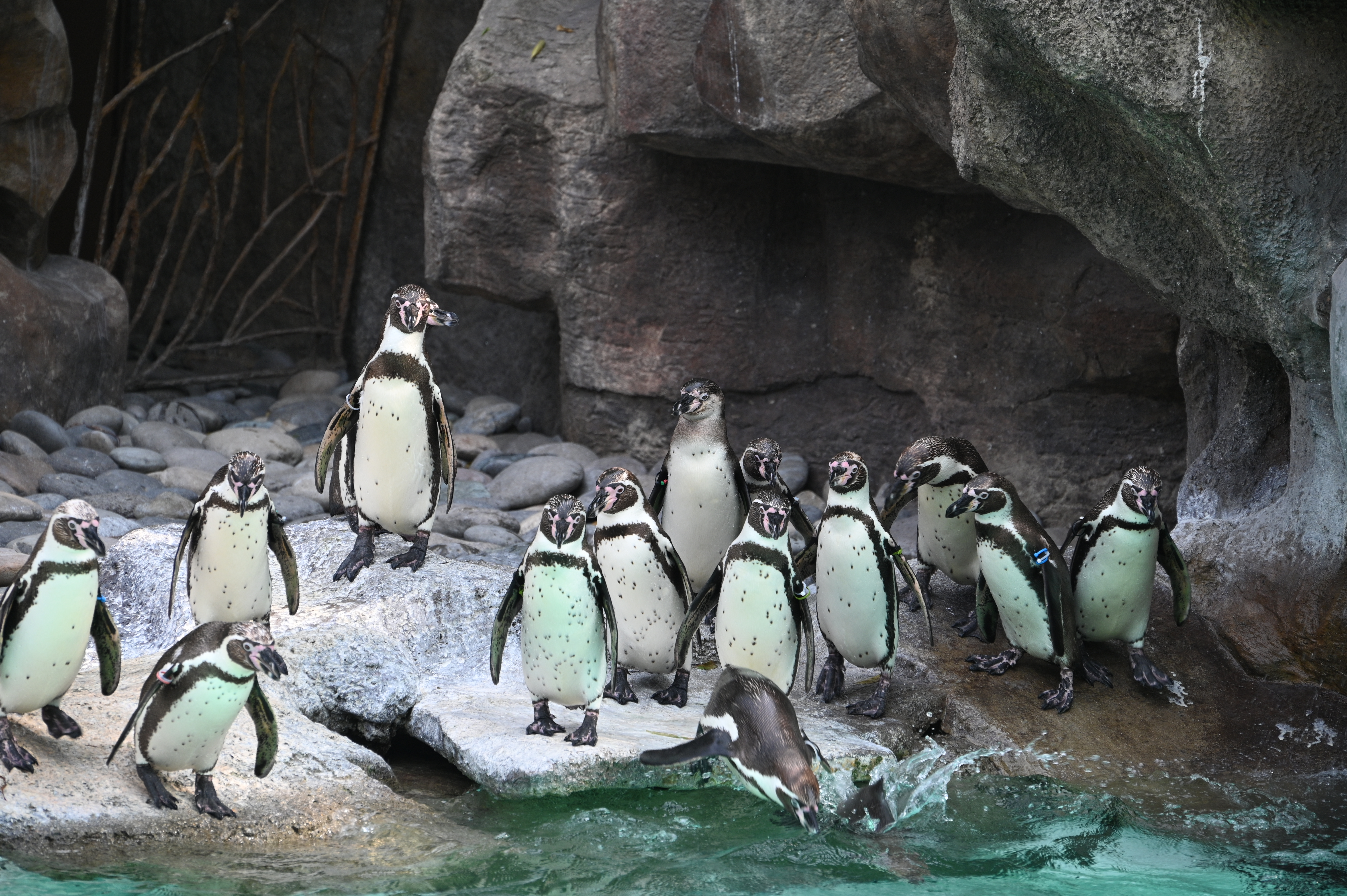
Humboldt-Pinguine
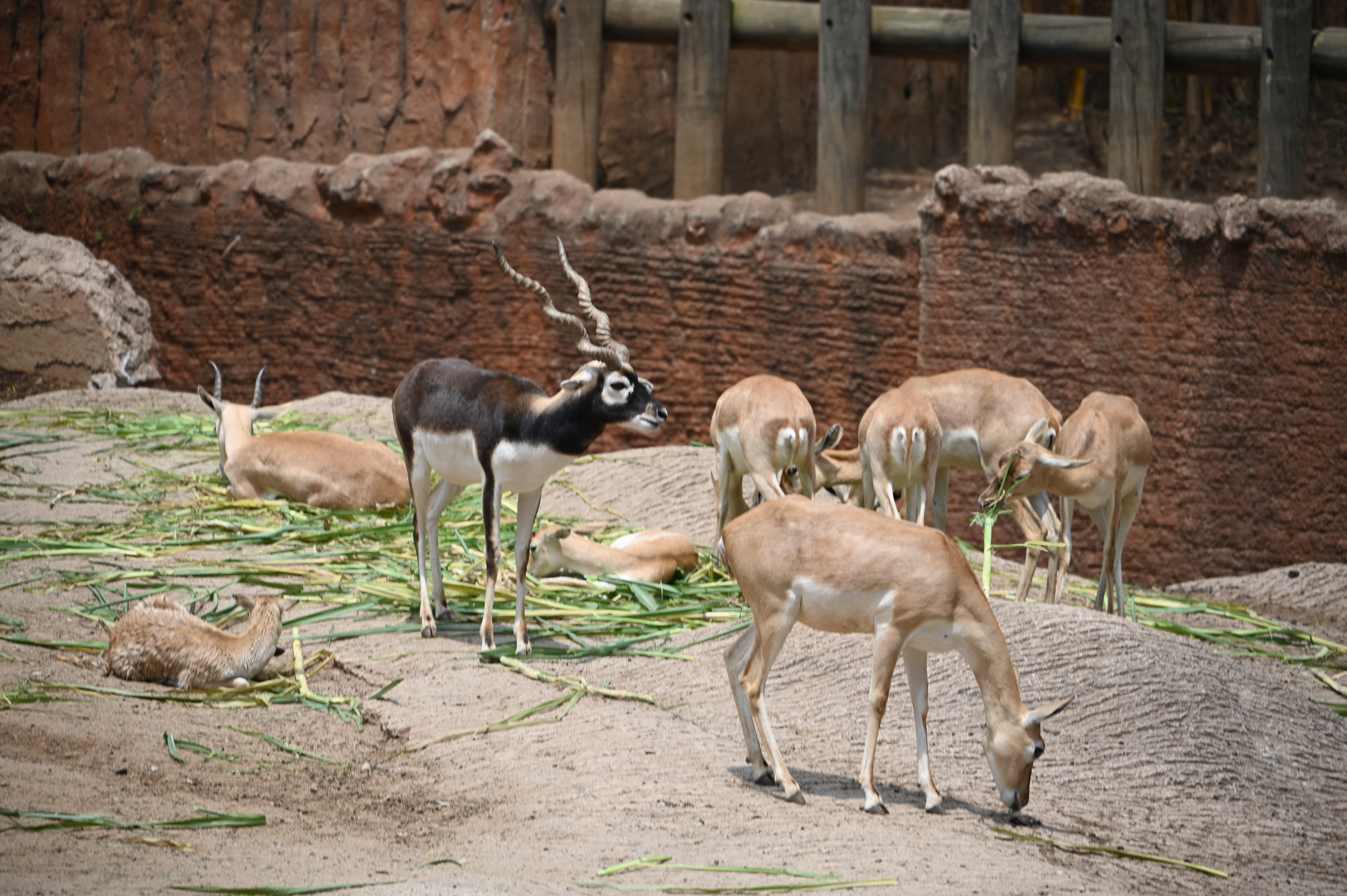
Hirschziegenantilopen
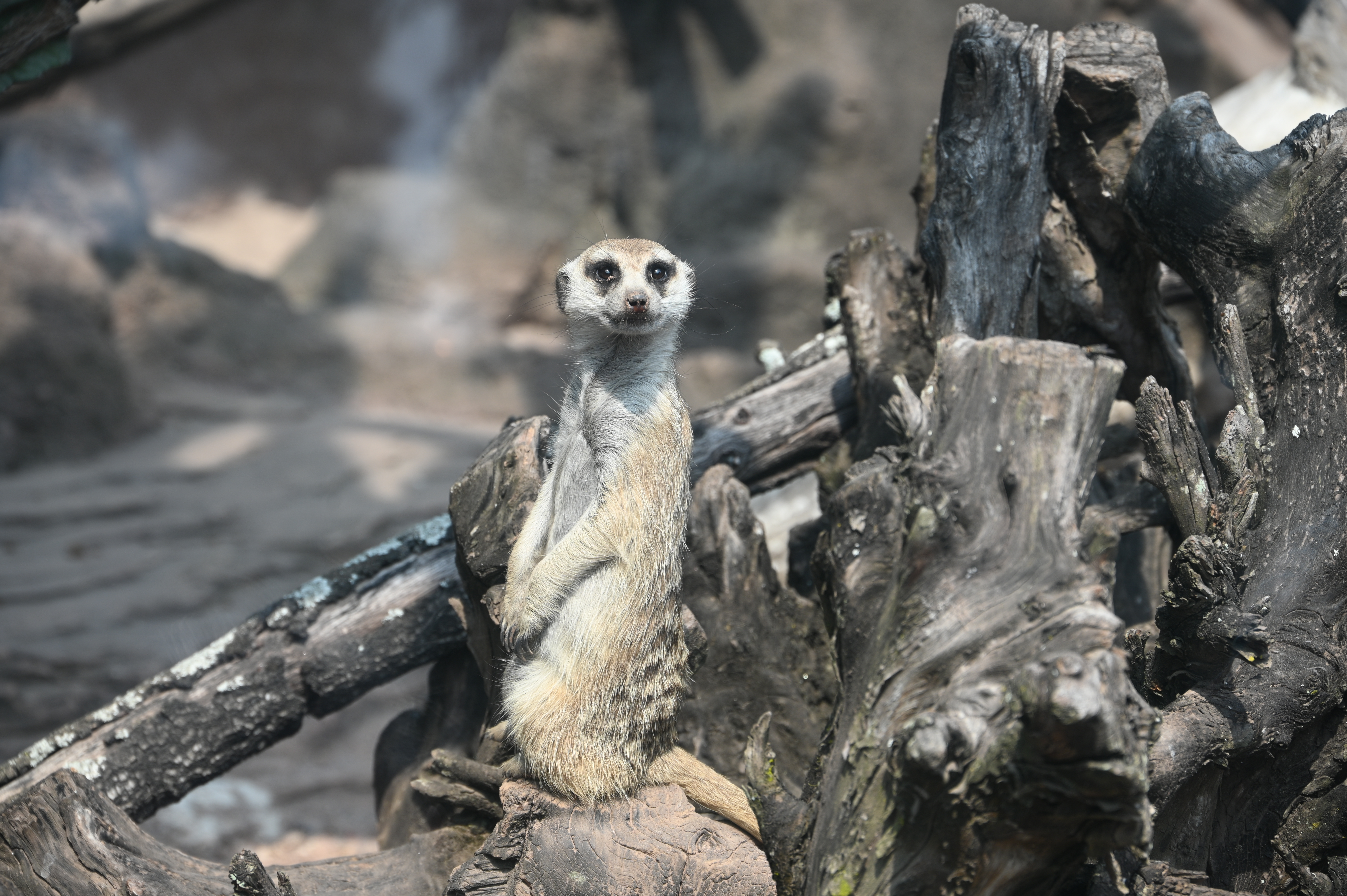
Erdmännchen
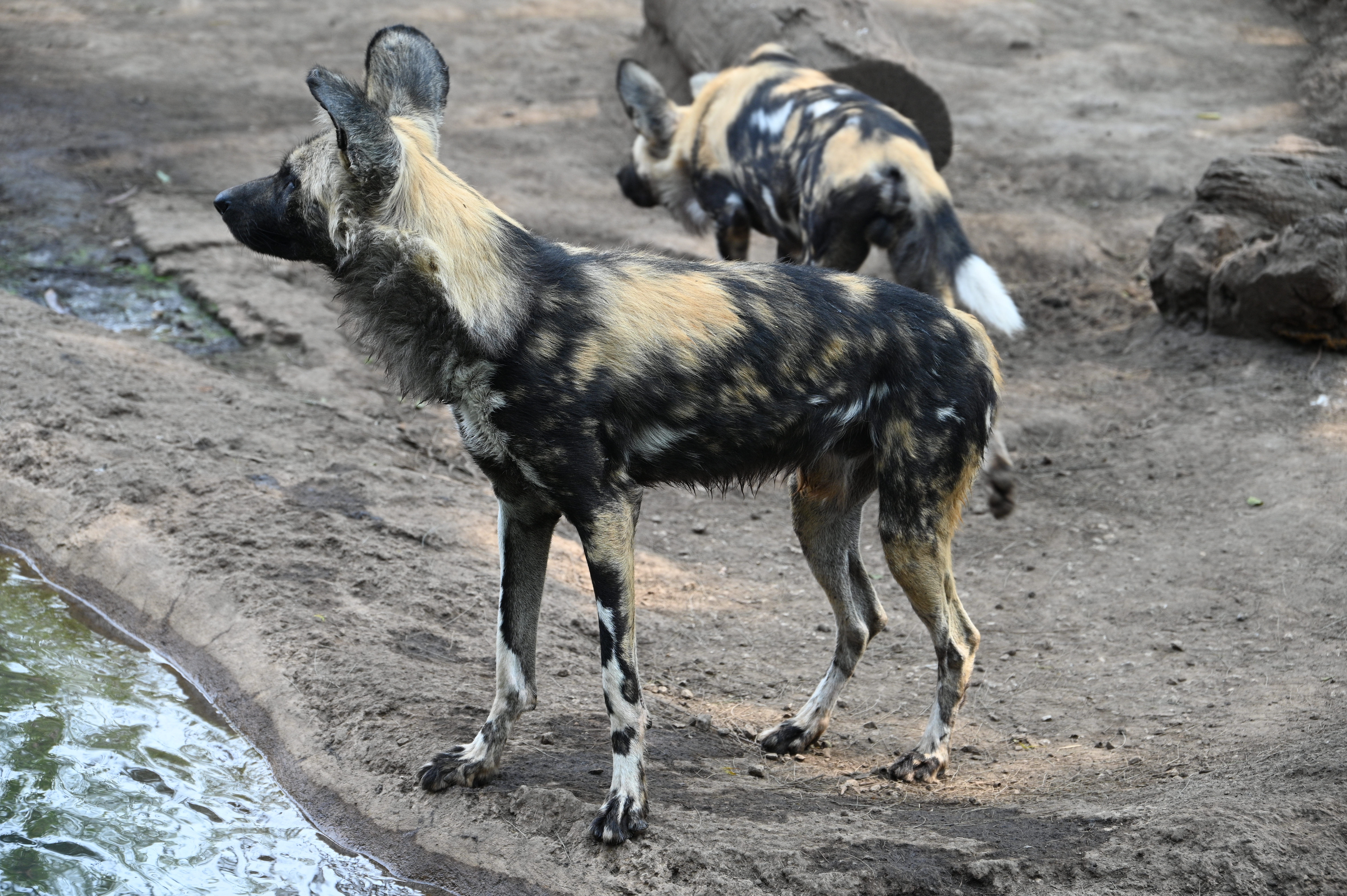
Afrikanische Wildhunde
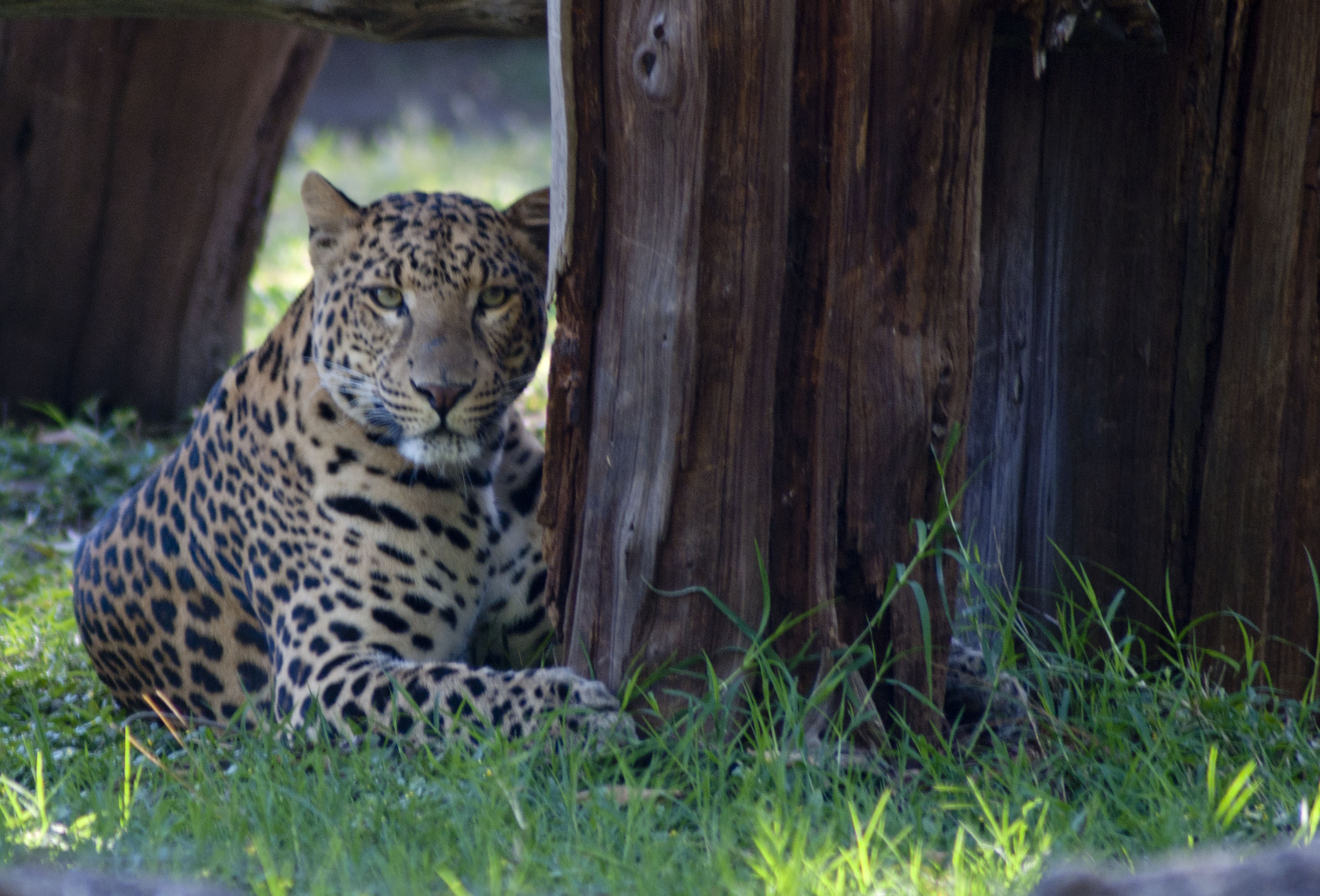
Leopard
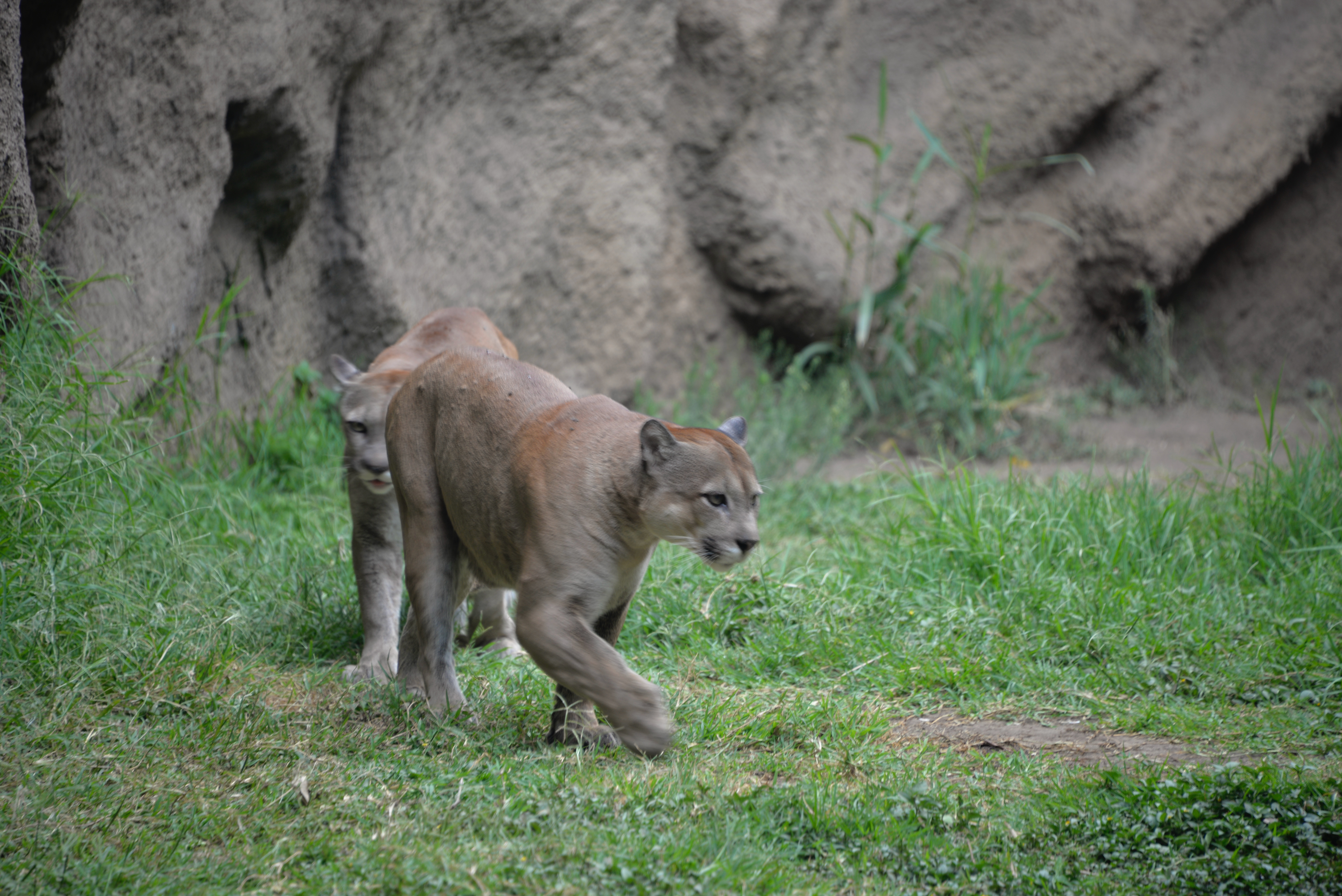
Pumas
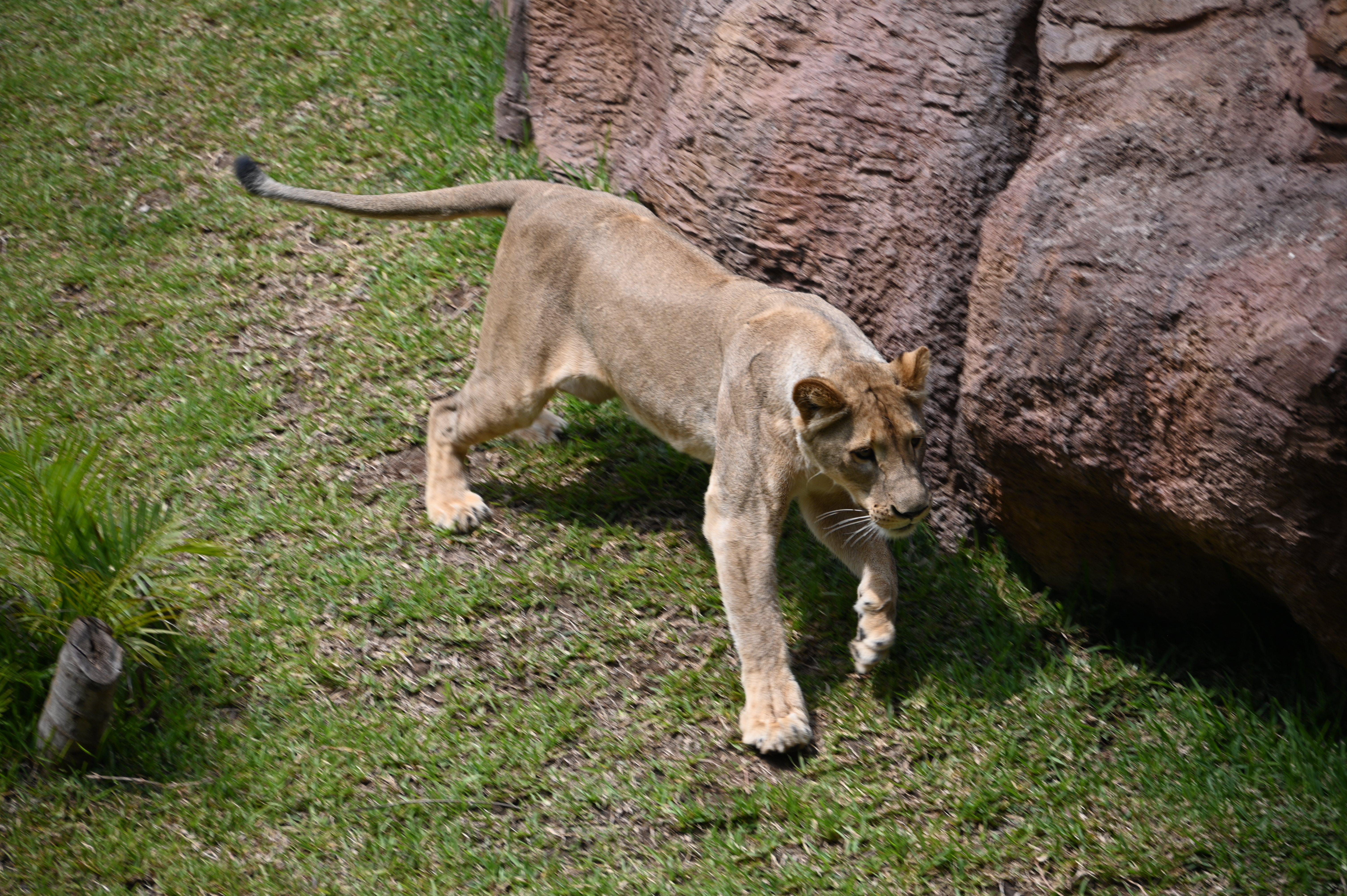
Löwin
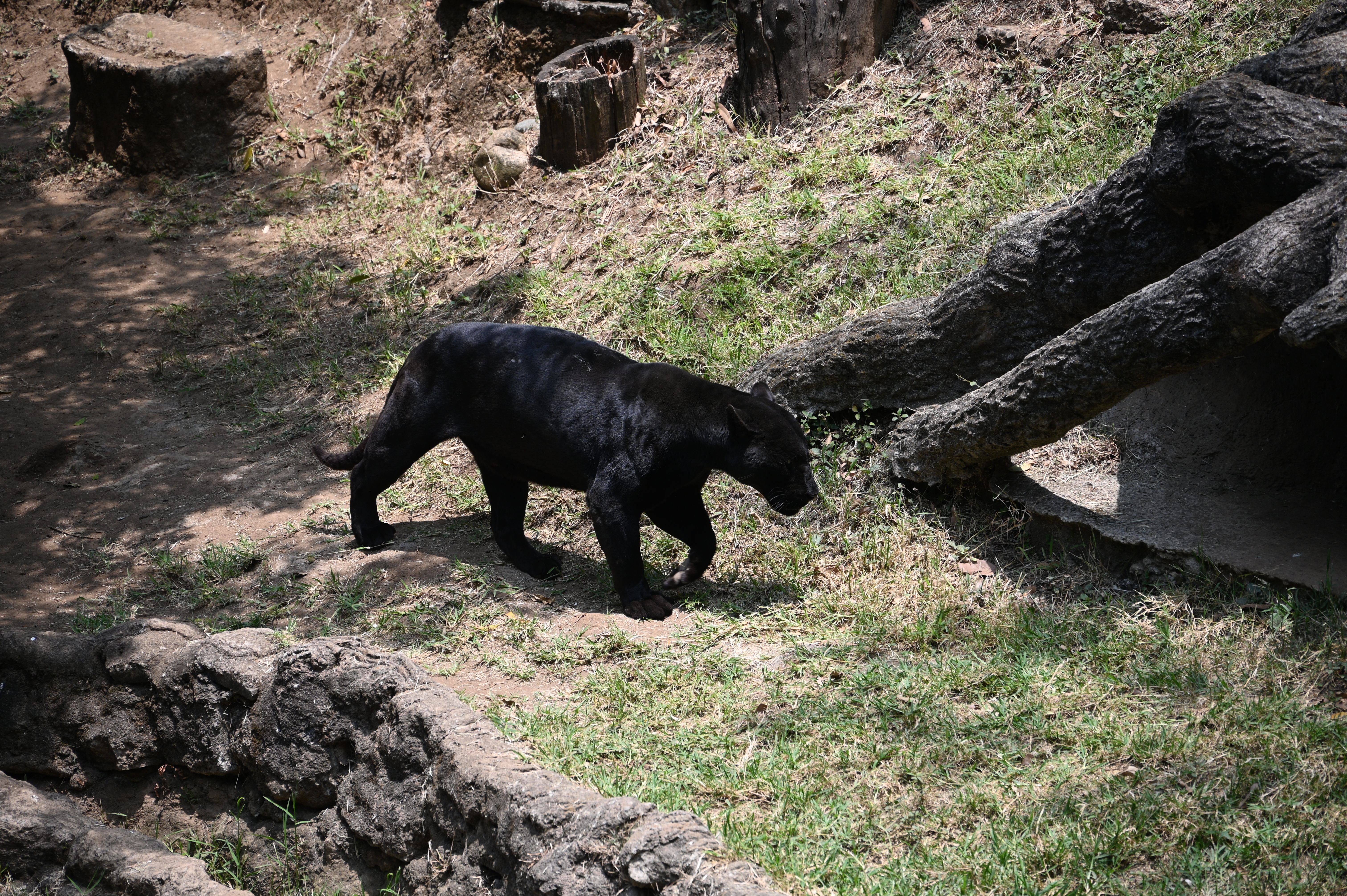
Schwarzer Jaguar
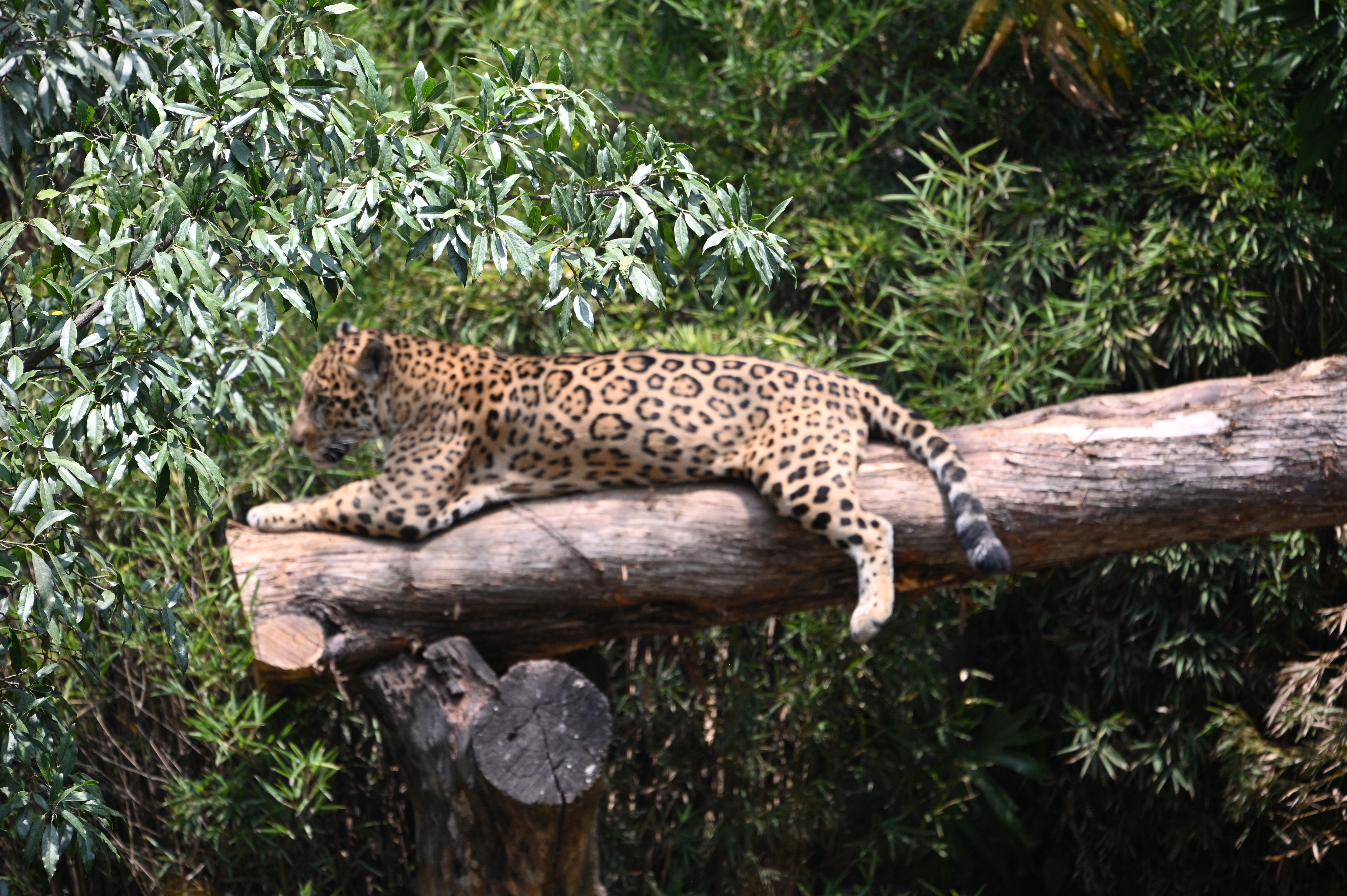
Normalfarbiger Jaguar
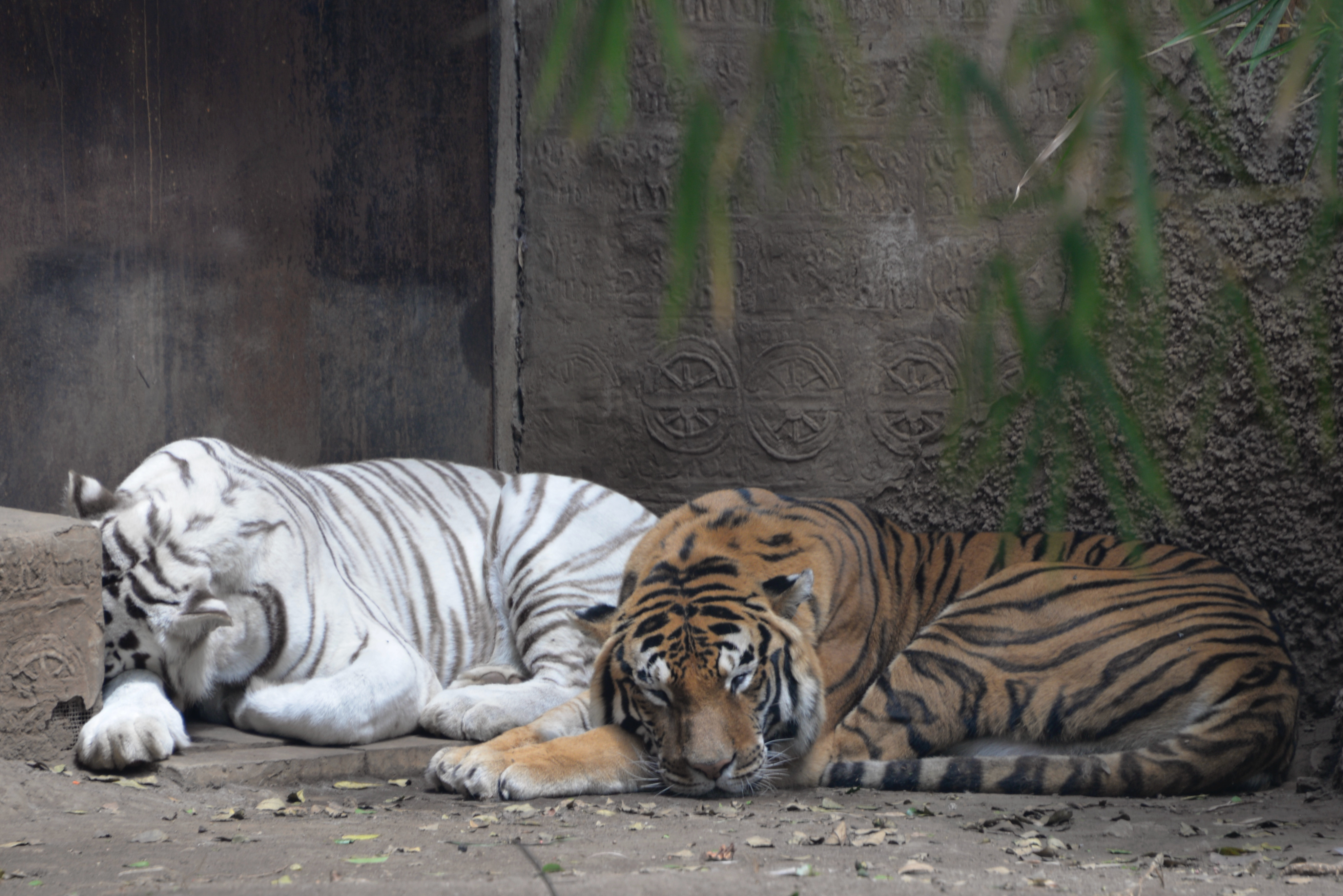
Weißer und normalfarbiger Tiger